# Lea Hill
Lea Hill é uma antiga Região censo-designada localizada no estado norte-americano de Washington, no Condado de King. A partir de 1 de janeiro de 2008, a comunidade tornou-se um bairro da cidade de Auburn, após aprovação dos residentes de Auburn e Lea Hill.

## Demografia
Segundo o censo norte-americano de 2000, a sua população era de 10.871 habitantes.

## Geografia
De acordo com o United States Census Bureau tem uma área de 15,2 km², dos quais 15,2 km² cobertos por terra e 0,0 km² cobertos por água.

## Localidades na vizinhança
O diagrama seguinte representa as localidades num raio de 8 km ao redor de Lea Hill.